# Quadrimaera miranda
Quadrimaera miranda är en kräftdjursart som först beskrevs av Ruffo, Krapp och Joseph Benson Gable 2000.  Quadrimaera miranda ingår i släktet Quadrimaera och familjen Melitidae. Inga underarter finns listade i Catalogue of Life.